# Arik Marshall
Arik Marshall, född 13 februari 1967, är en amerikansk gitarrist som främst har gjort sig känd som gitarrist i bandet Red Hot Chili Peppers där han 1992 ersatte gitarristen John Frusciante innan bandet valde att gå vidare med gitarristen Dave Navarro. Under denna period medverkade han i två av bandets musikvideor för låtarna Breaking the girl samt If you have to ask. Han spelade också med bandet på Lollapalooza. Andra musikaliska samarbeten Marshall samverkat med är bland annat Marshall Law, Trulio Disgracias, Macy Gray och Afejirk. 

## Film- och tv-framträdanden
Marshall förekommer i Simpsons-avstnittet Krusty gets cancelled som en del av bandet Red Hot Chili Peppers. Han medverkar även i filmen Spider-man samt Saturday Night Live tillsammans med Macy Gray. 